# Chiesa di Sant'Andrea a Pigli
La chiesa di Sant'Andrea a Pigli è una chiesa di Arezzo che si trova in località Pigli.
La chiesa originale con questo nome che oggi prende è conosciuta come San Clemente a Pigli: quella oggi intitolata a Sant'Andrea fu consacrata invece nel 1899 (quando fu dedicata anche a Santa Maria) dopo essere stata costruita su progetto di Pilade Ghiandai in stile neogotico, ispirandosi al duomo di Arezzo, sia nella facciata che nella suddivisione interna a tre navate.